# Hugh Latimer (Schauspieler)
Hugh Alexander Forbes Latimer (* 12. Mai 1913 in Haslemere, Surrey; † 12. Juni 2006 in London) war ein britischer Schauspieler, Juwelier und Spielzeughersteller. 

## Leben
Der Nachkomme des 1555 ermordeten Bischofs gleichen Namens begann während seiner Zeit als Student am Caius College in Cambridge mit der Bühnenarbeit in der Studententheatergruppe „Footlights“. Danach brach er sein Studium ab und besuchte für kurze Zeit die Central School for Drama. 1936 gab er sein Bühnendebüt in dem Stück White Cargo am Brixton Theatre. Ein Jahr später debütierte er bereits am renommierten Londoner West End als „Mr. Bingley“ in Jane Austens Stolz und Vorurteil. Mit seinem Understatement und seiner unaufdringlichen Spielweise fungierte er einige Zeit als Zweitbesetzung für Theatergrößen wie John Gregson und Rex Harrison. Als er tatsächlich einmal Harrison ersetzen musste, erhielt er durchweg positive Kritiken, obwohl das Stück damit seines Stars beraubt war.  
Während des Zweiten Weltkrieges leistete er seinen Militärdienst zunächst im Mittleren Osten und danach in Indien ab. Während dieser Zeit arbeitete er auch als Schauspieler für die Truppenbetreuung. Nach seiner Rückkehr nahm er seine Bühnenarbeit wieder auf, setzte allerdings die Prioritäten stärker beim Familienleben. Er entwickelte ferngesteuerte Spielzeuge, baute Modellschiffe und entwarf Halsketten.
Daneben arbeitete er umfangreich beim Radio, u. a. für die Serien PC 49 und Mrs. Dale's Diary. 1946 gab er sein Spielfilmdebüt in Corridor of Mirrors. Es folgten einige weitere Produktionen wie Stranger at the Door (1951), The Last Man to Hang (1956) und der Kriminalfilm The Gentle Trap (1960). Außerdem übernahm er zahlreiche Gastauftritte in Fernsehproduktionen wie Dixon of Dock Green, Die Abenteuer von Robin Hood, Warship, Hunter's Walk, The Dickie Henderson Show sowie neben Sidney James in der Komödie Two in Clover.

## Filmografie (Auswahl)
- 1946: Im Banne der Vergangenheit (Corridor of Mirrors)
- 1951: Stranger at the Door
- 1952: Ghost Ship
- 1953: Sein größter Bluff (The Million Pound Note)
- 1953: Mörder unter weißer Maske (Counterspy)
- 1956: The Last Man to Hang
- 1960: The Gentle Trap
- 1964: Night Train to Paris